# ناحیه عین صفراء
ناحیه عین صفراء (به عربی: دائرة عین الصفراء) یک ناحیه در الجزایر است که در استان نعامه واقع شده‌است. ناحیه عین صفراء ۳۸٬۱۲۳ نفر جمعیت دارد.